# ミルキープリンセス (米)
ミルキープリンセスは、2000年（平成12年）に作物研究所によって育成されたイネ（稲）の品種。低アミロース米品種の一つ。旧系統名は「関東194号」。「関東163号」を母、「ミルキークイーン」の姉妹系統である「鴻272」を父とする交配から育成された。

## 概要
熟期は、関東では早生の晩。玄米の千粒重は「ミルキークイーン」並。稈長は「ミルキークイーン」より15cm短く短稈であるため耐倒伏性が強い。また、縞葉枯病に抵抗性があるため、麦との二毛作にも適する。ただし、少肥栽培した場合は収量が「ミルキークイーン」に劣るため、多肥栽培や肥沃地での栽培に向く。
「ミルキークイーン」と同様に低アミロース性遺伝子Wx-mqを持つためアミロース含有率は8％程度であり「ミルキークイーン」並。玄米はやや白濁。炊飯米の食味も「ミルキークイーン」並である。
Wx-mq及びStvb-i遺伝子を併せ持つ低アミロース米品種は、2007年時点では本品種以外には育成されていない。そのため2遺伝子のDNA鑑定法を併用することで、他の水稲品種との識別が可能であった。

## 来歴

### 育成の背景
「コシヒカリ」の突然変異処理によって育成された低アミロース米品種「ミルキークイーン」は良食味米として栽培が拡大していた。しかし、「ミルキークイーン」は長稈で倒伏しやすいなどの欠点があり、低アミロース米の生産をより安定化させるためには栽培特性の優れた低アミロース米品種が必要であった。

### 育成経過
1991年に農研機構農業研究センター(現、作物研究所)において、縞葉枯病抵抗性かつ栽培性に優れた低アミロース米品種の育成を目標に、縞葉枯病抵抗性遺伝子Stvb-i を持つ「関東163号」を母、「ミルキークイーン」と同じ突然変異個体に由来する低アミロース系統「鴻272」を父として交配が行われた。
1992年に F1個体を栽培し、 1993年にF2世代を集団栽培した。1994年にF3世代において、低アミロース米特有の玄米の白濁、及び短稈性に着目した個体選抜を行い、以後は系統栽培により選抜 ・固定を図ってきた。
1996年に「鴻561」の系統番号で生産力検定試験及び特性検定試験に供試した。その結果有望と認められたので、1997年以降は「関東194号」の地方系統名を付して関係府県に配付し、地域適応性を検討した。
2000年には種苗法に基づく品種登録を出願した(登録番号:第11234号)。
2003年9月に「水稲農林387号」として登録された。